# Zelfrijdende auto

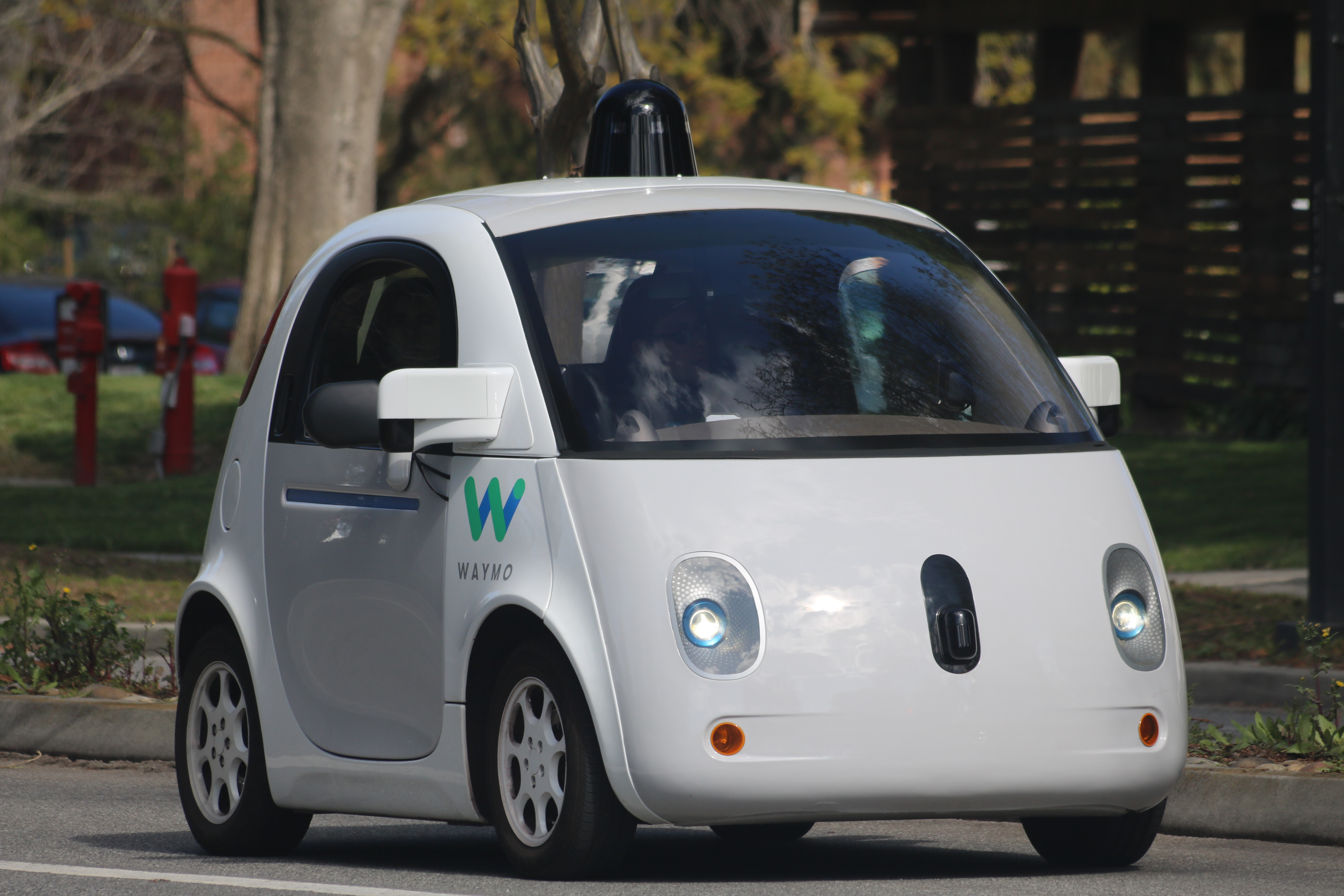
Waymo, de zelfrijdende auto van Google zonder stuur en zonder pedalen.

Een zelfrijdende auto, autonome auto, zelfsturende auto of robotauto is een voertuig dat wordt bestuurd door een automatische chauffeur, die in staat is om de wagen met behulp van kunstmatige intelligentie van één punt naar een ander punt te brengen zonder menselijke tussenkomst. Deze ontwikkeling heeft het in zich om zowel positieve als negatieve maatschappelijke veranderingen in gang te zetten en roept ethische vragen op.

## Geschiedenis
De autonome auto spreekt al lang tot de verbeelding. Reeds op de New York World's Fair van 1939 werd een zelfrijdende auto gedemonstreerd, ontworpen door Norman Bel Geddes. Deze maakte gebruik van een spoor van magneten die verwerkt waren in het wegdek.
In de jaren tachtig en negentig werd het Duitse Eureka Prometheus Project uitgevoerd, waarin verschillende onderliggende technieken en nieuwe concepten werden uitgewerkt. Tegelijk pakte het Amerikaanse DARPA verschillende studies op, zowel voor civiele als militaire toepassingen.
Begin 21e eeuw werden technieken geïntroduceerd die stapsgewijs de bestuurder ondersteunen tijdens het rijden. Zo kwam de optie om de auto bij te laten sturen wanneer iemand onbewust buiten de lijnen dreigde te raken, en de autopilot die de auto op de snelweg vanzelf binnen de lijnen houdt (lane centering). Dit kan gezien worden als de eerste stappen om de controle van de bestuurder over te nemen.
Sinds de jaren tien van de eenentwintigste eeuw zet het onderzoek naar zelfrijdende auto door. Steeds meer landen nemen wetten aan om zelfrijdende auto's onder voorwaarden op de openbare weg toe te laten.

## Technische ontwikkelingen

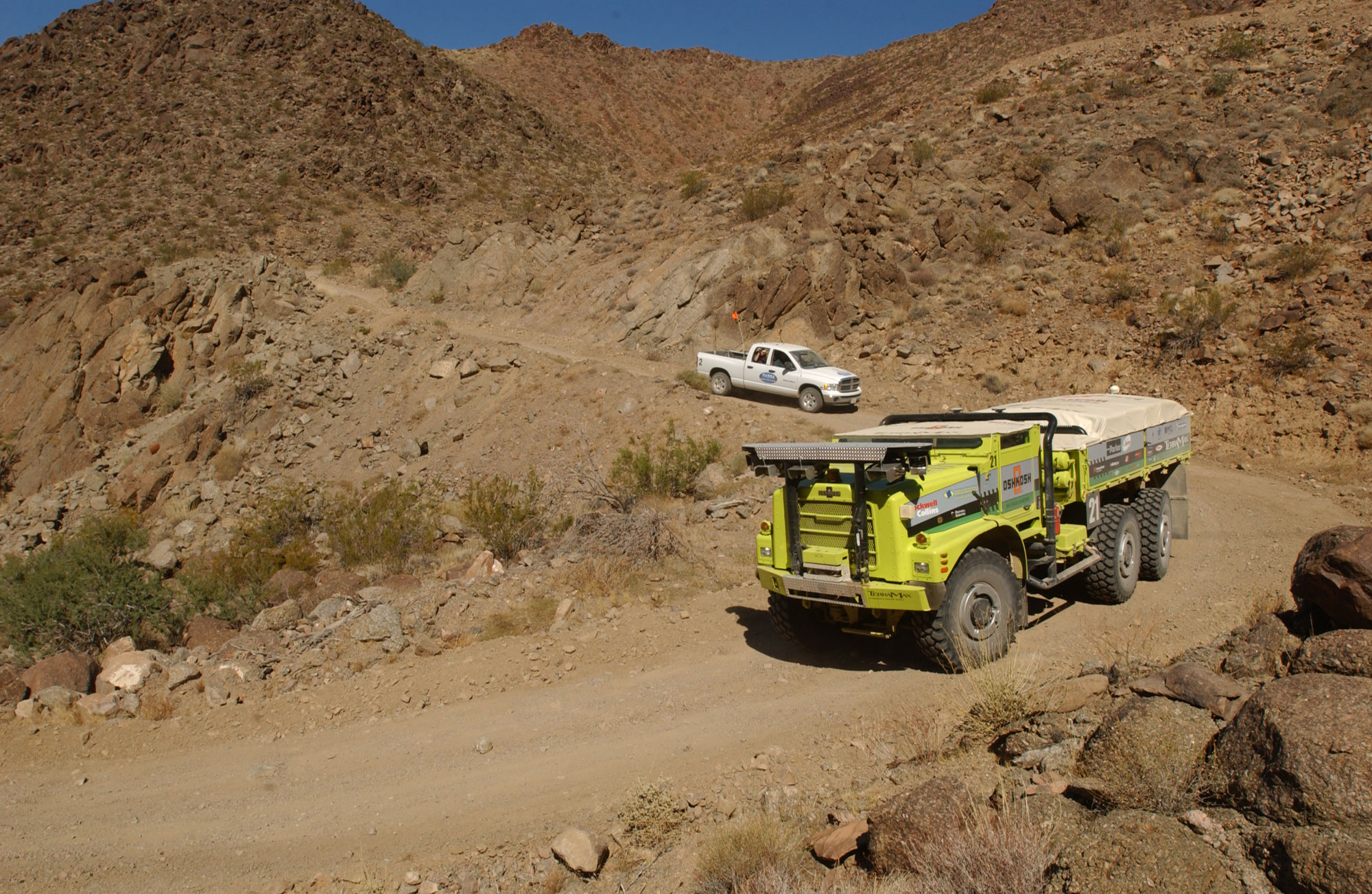
Zelfrijdende auto in de DARPA Grand Challenge, gevolgd door een bemande pick-up truck.

Om gegevens over de omgeving te verzamelen maakt de software van de auto gebruik van verschillende soorten informatie, zoals GPS en routenavigatie in combinatie met radar, lidar en sonar om de positie, snelheid en vorm van andere voertuigen, obstakels en voetgangers te bepalen.
Er zijn verschillende onderzoeksprojecten die zelfrijdende auto's ontwikkelen, of die al in beperkte mate worden ingezet:
- het Europese Eureka Prometheus Project
- 2getthere-project ontwikkelt zelfstandig rijdende voertuigen voor personen-, groeps- en vrachtvervoer
- het ARGO-project[1]
- DARPA Grand Challenge, een wedstrijd voor auto's die autonoom een afstand van meer dan 200 kilometer moeten afleggen
- Google Driverless Car
- de Ligier EZ-10 van Easymile, die vanaf 2016 in de Nederlandse praktijk getest wordt
- Nissan[2] en Volkswagen[3] werken aan zelfrijdende auto's.
- ParkShuttle in Rotterdam

Naast het testen en trainen van zelfrijdende systemen in de praktijk zijn er ook softwareoplossingen beschikbaar zoals CARLA, waarmee verkeerssituaties digitaal gesimuleerd kunnen worden ten behoeve van het trainen en evalueren van computersystemen van zelfrijdende auto's.

## Maatschappelijke impact
De concept van de zelfrijdende auto heeft, net als met meer toepassingen van kunstmatige intelligentie, de potentie om maatschappelijke veranderingen teweeg te brengen.
Zoals bij:
- Verkeersdrukte: Wanneer het vrachtvervoer geautomatiseerd wordt, zal dit waarschijnlijk steeds vaker ‘s nachts plaatsvinden waardoor de wegen overdag ontlast worden.
- Snelheid: Aangezien zelfrijdende auto’s sneller reageren dan een mens kan de maximumsnelheid omhoog.[bron?]
- Autobezit: Veel mensen bezitten een auto maar deze staat het grootste deel van de tijd stil. Dit biedt mogelijkheden voor autoverhuurbedrijven om een auto-on-demand aan te bieden die voor komt rijden op het moment dat de bestuurder deze nodig heeft.
- Werkloosheid: Taxi- en vrachtwagenchauffeurs zijn in de toekomst wellicht niet meer nodig, en de kosten van vracht- en personenvervoer zullen daardoor dalen.
- Mobiliteit: Mensen die zelf niet kunnen rijden, doordat ze te jong, te oud of blind zijn, zullen veel mobieler en minder hulpbehoevend worden doordat ze toch zelf met de auto op pad kunnen.
- Terrorisme: Een potentieel gevaar is dat terroristen een zelfrijdende auto zullen inzetten om een bom af te leveren, of auto’s zullen hacken om deze op mensen in te laten rijden.[bron?]

## Ethiek
Het gebruik van zelfrijdende auto's lijkt een veilig alternatief voor de menselijke bestuurder. Zo zal een computer nooit last hebben van vermoeidheid, laksheid, haast of onder invloed zijn van alcohol. Zelfrijdende auto's zullen sowieso sneller reageren op gevaar. Een persoon heeft gewoonlijk een seconde nodig om te reageren terwijl een computer meteen reageert. Bij lage snelheid zal een zelfrijdende auto al stilstaan op het moment dat een menselijke bestuurder net begint met remmen.
Ongelukken zullen niet altijd te voorkomen zijn. Wanneer zelfrijdende auto's gemeengoed worden, zal de wet antwoord moeten geven op de vraag hoe een auto dient te reageren wanneer een ongeluk onvermijdelijk is. Dit roept ethische vragen op. Bijvoorbeeld wanneer een botsing onvermijdelijk is en de auto moet kiezen tussen een botsing met een fietser, een boom of een tegenligger. Wanneer de auto de bestuurder wil beschermen is de fietser de juiste keuze, maar dan heeft de fietser een grotere kans om te overlijden. Wanneer gekozen wordt voor de boom zal de bestuurder overlijden. Wanneer gekozen wordt voor de tegenligger raken waarschijnlijk zowel de inzittenden van de tegemoetkomende auto als de eigen inzittende(n) gewond.
In de huidige wetgeving kan een bestuurder zich beroepen op de paniek van het moment, maar voor zelfrijdende auto's zal hier wetgeving voor moeten komen waarin deze lastige keuzes het hoofd worden geboden.

## Menselijke factor
(Semi-)zelfrijdende auto’s zijn wellicht veiliger, bijvoorbeeld om de auto binnen de lijnen te houden, maar sinds deze mogelijkheid bestaat blijkt dat de bestuurders hierdoor ook minder goed opletten of afgeleid raken. De verhoogde veiligheid kan daarmee voor roekelozer gedrag zorgen.
Een ander probleem is dat zelfrijdende auto’s nog lange tijd niet in staat zullen zijn om elk wegdek, chaotische situaties of met elk weertype te kunnen rijden. De bestuurder zal het in bepaalde situaties over moeten nemen maar zijn rijvaardigheid kan verminderen na vertrouwen op de hulpmiddelen, de auto niet goed aanvoelen en minder rijervaring ontwikkelen.
Voetgangers zullen anders met zelfrijdende auto’s moeten leren omgaan, aangezien er geen oogcontact meer met de bestuurder gemaakt kan worden. De auto kan minder goed aangeven of deze op het punt staat om weg te rijden of dat deze een voetganger voor wil laten gaan.
Mogelijk zullen zelfrijdende auto’s in ongewone impassen terecht komen. Bijvoorbeeld wanneer vier auto’s vanuit vier richtingen op een kruispunt afkomen en alle vier blijven wachten tot een van hen gaat rijden. Iets wat met menselijke bestuurders vanzelf opgelost wordt.

## Nederland

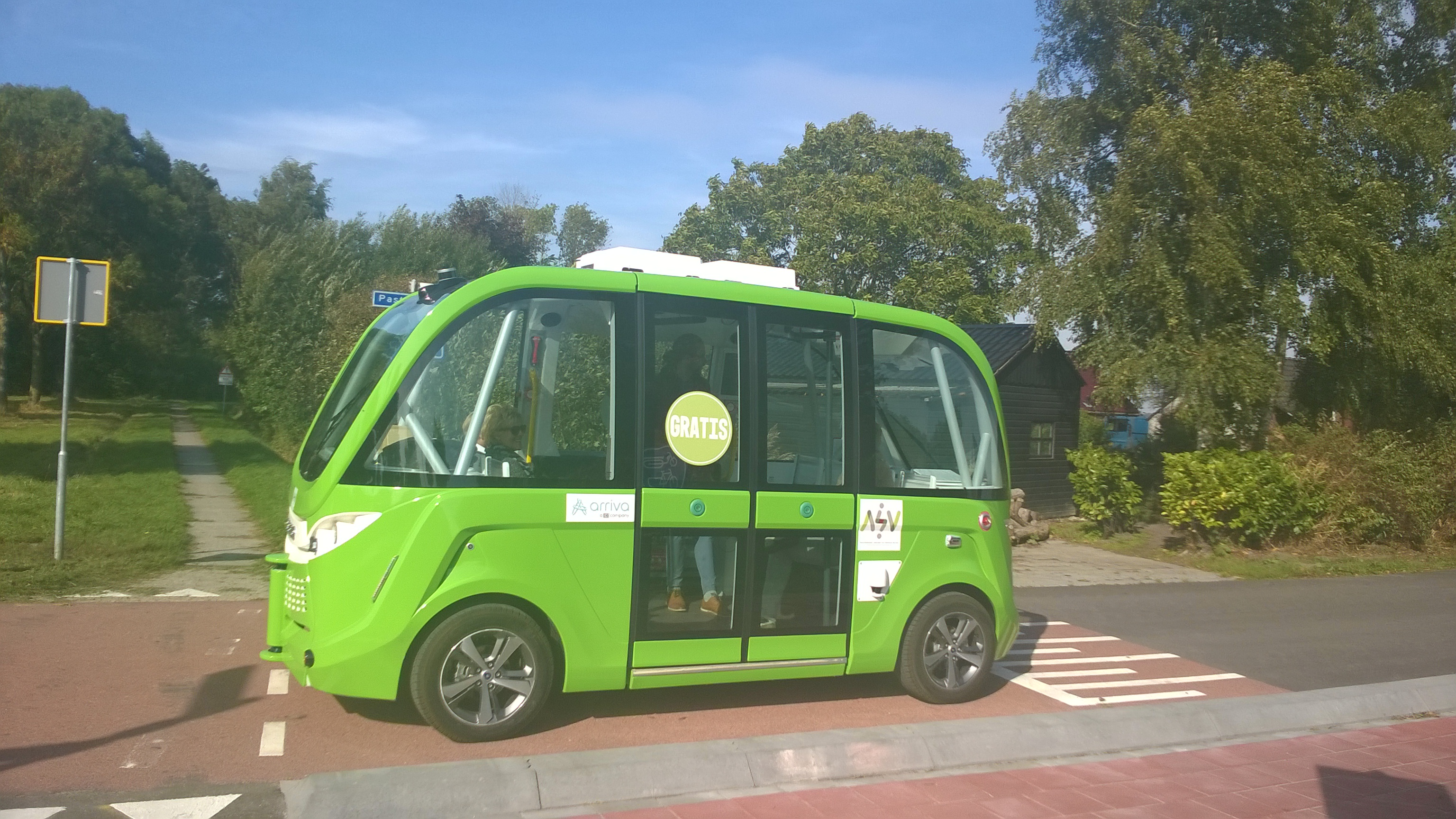
Een zelfrijdende shuttlebus van het merk Navya.

In Nederland heeft Minister Schultz van Infrastructuur en Milieu in juni 2014 aangekondigd dat zij wil dat Nederland een internationale voortrekkersrol krijgt in deze innovatie op de weg.
Ze past de ontheffingsregels aan, zodat vanaf 2015 naast kleinschalige ook grootschalige testen met zelfbesturende auto’s en vrachtwagens op de openbare weg mogelijk zijn. De RDW krijgt de bevoegdheid om ontheffingen te verlenen voor deze testritten. Er hebben zich inmiddels diverse partijen gemeld die vanaf 2015-2016 testritten met zelfbesturende voertuigen willen uitvoeren op Nederlandse wegen.

### Nederland als testland
Nederland is het eerste land ter wereld waar een zelfrijdende auto zonder stuur op de openbare weg mag rijden.
De regels worden aangepast zodat het grootschalig testen op de openbare weg met zelfrijdende auto's en vrachtwagens mogelijk wordt.
Sinds 1999 rijden er in Capelle aan den IJssel autonoom rijdende shuttle bussen genaamd ParkShuttle in dienst van Connexxion op een eigen busbaan, waar geen ander verkeer op rijdt.
Vanaf december 2015 begint een proef
met twee zelfrijdende auto's in de Foodvalley. De auto's hebben geen bestuurder en geen stuur. Ze gaan dagelijks over de provinciale weg tussen station Ede en de campus van de universiteit in Wageningen rijden, een afstand van 6 kilometer. In Ede komt een controlekamer van waaruit ingegrepen kan worden. Deze proef gaat een half jaar duren. Er wordt een speciale app ontwikkeld waar reizigers een rit mee kunnen reserveren.
KPN testte in Helmond op de A58 en de A270 het 5G-netwerk voor communicerende auto's met de techniek v2x.

### Halfautomatische systemen
In oktober 2015 heeft de RDW het nieuwe Autopilot-systeem voor Tesla goedgekeurd.
Auto's uitgerust met dit systeem kunnen beperkt zelfstandig manoeuvres uitvoeren, zoals hulp bieden bij parkeren en om binnen de lijnen van de weg te blijven. Bij hogere snelheden moet de bestuurder de handen aan het stuur houden. De bestuurder behoudt daarmee de soevereiniteit over de auto, conform de huidige Europese regelgeving.
Critici vragen zich af of het nog niet te vroeg is om de software nu al aan klanten te verstrekken.

## Incidenten
Het eerste dodelijke ongeluk met een zelfrijdende auto vond plaats in Williston, Florida op 7 mei 2016 met een elektrische auto van het model Tesla Model S. De chauffeur kwam om in een botsing met een vrachtwagen. Op 18 maart 2018 kwam dan weer een vrouw om het leven in Tempe, Arizona toen ze de weg wilde oversteken en een zelfrijdende Volvo SUV van Uber niet stopte. Desondanks ging in oktober 2020 in Chandler (Arizona) een taxidienst van start van het bedrijf Waymo, met technologie van Google.